# A計劃
《A計劃》（英語：Project A）是1983年上映的一部香港動作電影，為《A計劃系列》電影中的第一部；由成龍執導，成龍、洪金宝和元彪等主演，是成龍的特技演出代表作之一。本片榮獲第4屆香港電影金像獎最佳武術動作指導。

## 劇情
香港開埠初期，海盜橫行，在香港的海面，盜魁羅三炮與奸商周永齡互相勾結，深悉貨運情報，因而無往不利，官府亦為之束手。水警沙展馬如龍對官府政策非常不滿，憤而辭職，與舊友卓一飛合謀對付海盜，卓一飛雖然武功高強，可惜他唯利是圖，他與馬如龍合作騙取軍火，旨在從中圖利。羅三炮勢力龐大，馬如龍和卓一飛二人屢剿失利。馬如龍心有不甘，重新加入水師警隊，與上司洪天賜、卓一飛三人合力喬裝闖入匪巢，終於將海盜一網打盡。

## 演員
| 演員   | 配音   | 角色   | 備註                                                 |
| 成龍   | 鄧榮銾 | 馬如龍 | 水警沙展，嫉惡如仇、正義感強                         |
| 洪金寶 | 林保全 | 卓一飛 | 道上小有名氣的賊，馬如龍進警隊前就認識的好友         |
| 元彪   | 朱子聰 | 洪天賜 | 見習幫辦兼陸警教官，戚幫辦之外甥，身手不在馬如龍之下 |
| 黃曼凝 | 盧素娟 | 華女   | 石幫辦之女，馬如龍女友                               |
| 太保   | 陳永信 | 太保   | 水警警員                                             |
| 火星   | 楊捷康 | 大口   | 水警警員                                             |
| 關海山 | 文德耀 | 戚幫辦 | 陸警司令，外甥為洪天賜                               |
| 劉克宣 | 金貴   | 石幫辦 | 水警司令                                             |
| 狄威   | 金貴   | 羅三炮 | 海盜頭子                                             |
| 王偉   | 楊捷康 | 周永齡 | 香港仕紳，名流俱樂部主人。勾結羅三炮發財             |
| 李海生 | 盧雄   | 李初九 | 海盜幹部，羅三炮與周永齡之間的聯絡人                 |
| 韓義生 |        | 長衫   | 通緝犯，力大無窮                                     |
| 羅浩楷 | 盧雄   | 未具名 | 名流俱樂部領班，喜歡講英文                           |
| 杜少明 | 金貴   | 奀豬   | 酒吧侍應                                             |

## 電影歌曲
| 曲序 | 曲目                     |      | 作曲   | 歌手 |
| ---- | ------------------------ | ---- | ------ | ---- |
| 1.   | 《東方的威風》（主題曲） | 黃霑 | 黎小田 | 成龍 |

## 製作
繼《龍少爺》之後，成龍和老搭檔鄧景生開始從美国电影尋找靈感，最早啟發的是斯蒂芬·斯皮尔伯格的《夺宝奇兵》系列，兩人一同創作《海上剿匪記》（《A計劃》原名）。:28
片中一個特技場景，成龍爬上旗杆跳上鐘樓又直直地摔下來一共花費7天。第一次試拍，成龍抓著針尖，手感到痛，大喊成家班，他們把成龍拉回屋內。第二次試拍，鄒文懷和何冠昌來現場探班，成龍爬到樓頂，他們覺得太危險，建議使用替身，又沒有拍成。:29第7天，洪金宝路過那，看到成龍猶豫不決，大罵道：「你到底要等到什麼時候，我每天都沒有地方停車，都要走路上來，你到底拍不拍？」:29成龍回覆：「要不然這場你幫我做導演，你來幫我拍。」:30洪金寶說：「好，我来拍！」便一把抓過機器，和現場工作人員說：「準備！」:30洪金寶大聲問：「準備好了嗎？我們這裡準備好了，就等你了！」成龍抓著指針，把自己甩出去，聽到「Rolling action」，慢慢從指針滑下去。:30用冰塊敷一下脖子後，成龍決定重拍。因為剛剛的鏡頭只有4秒鐘，衝擊力不夠，他希望有10秒鐘的長度。:30第二次摔下来，成龍摔得暈頭轉向，元彪急忙跑過去拉起他，在他耳邊說：「快點站起來，快講對白，不然就白摔了。」:30成龍掙扎著站起來，嘰里呱啦說了幾句台詞，就被元彪和演員拖走，整個特技場景完成。:30這個特技鏡頭，讓成龍痛了兩年。:31

## 獎項
| 年份 | 頒獎典禮            | 獎項             | 獲提名 | 結果 |
| ---- | ------------------- | ---------------- | ------ | ---- |
| 1984 | 第21屆金馬獎        | 最佳男主角       | 成龍   | 提名 |
| 1984 | 第21屆金馬獎        | 最佳剪輯         | 張耀宗 | 提名 |
| 1985 | 第4屆香港電影金像獎 | 最佳男演員       | 成龍   | 提名 |
| 1985 | 第4屆香港電影金像獎 | 最佳武術動作指導 | 成家班 | 獲獎 |